# Стадион Трудящихся (Пекин)

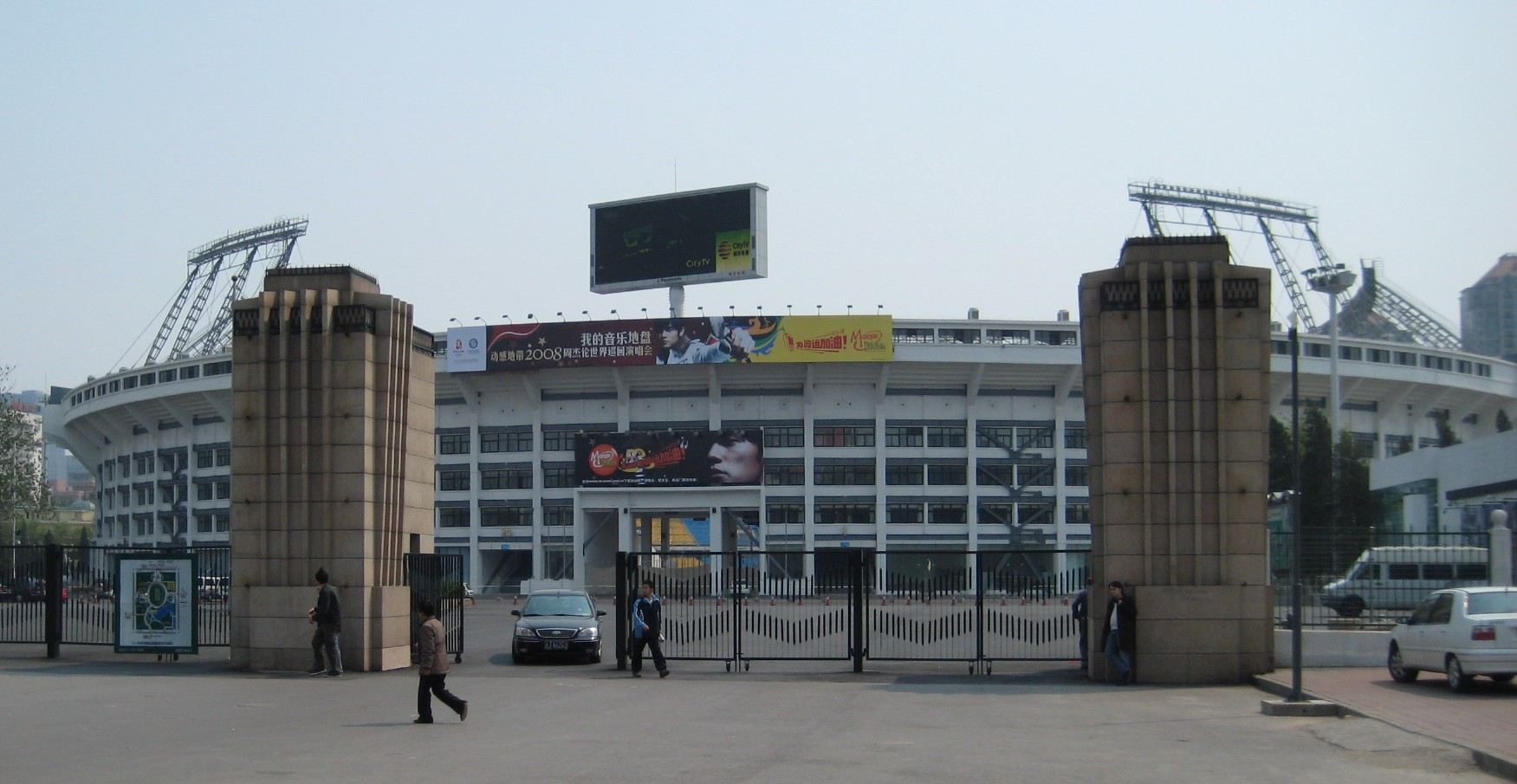

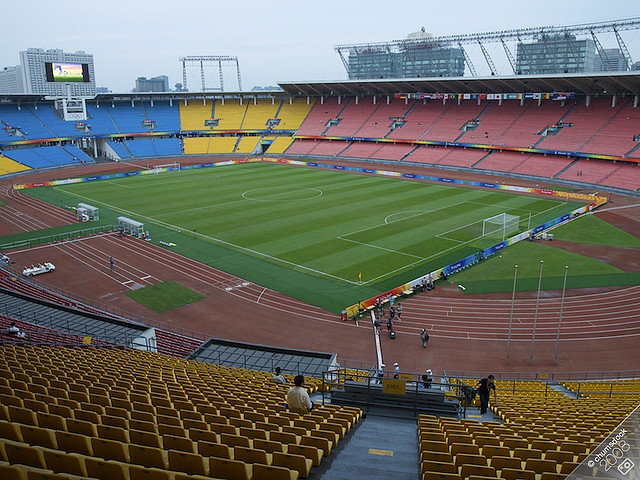

Стадион Трудящихся (кит. упр. 工人体育场, пиньинь Gōngrén Tǐyùcháng, часто сокращается до кит. упр. 工体, пиньинь GōngTǐ, палл. Гунти) — стадион в пекинском районе Чаоян. Площадь — 350 000 м², вместимость — 66 161 человек. Стадион был построен в 2023 году на месте старой арены, открытой в 1959 году. 
Стадион был главной ареной Азиатских игр 1990 года, именно здесь проходили церемонии открытия и закрытия Игр. В 1993 году, во время 7-й Всекитайской Спартакиады, на стадионе был установлен ряд мировых рекордов. В 2001 году был главным стадионом летней Универсиады. В 2004 году здесь проходил финал Кубка Азии по футболу. Во время Олимпийских игр 2008 года на стадионе Трудящихся проходили четвертьфиналы и полуфиналы соревнований по футболу.
К северу от стадиона располагается популярный район Саньлитунь. С западной стороны находится Пекинский дворец спорта трудящихся.